# Estadio General Adrián Jara
El Estadio General Adrián Jara es un estadio de fútbol de Paraguay que se encuentra ubicado en la ciudad de Luque. En este escenario, que cuenta con capacidad para 4000 personas, hace las veces de anfitrión el equipo de fútbol del Club General Díaz. Actualmente es propiedad de la CONMEBOL.
En el 2014 alojó un partido de la selección de rugby de Paraguay frente a Brasil por el Sudamericano de Rugby A 2014.
A partir de agosto de 2014, el estadio cuenta con un sistema lumínico que permitirá la realización de encuentros en horario nocturno.
Durante la pausa de la  Primera División del fútbol paraguayo, debido a la disputa de la Copa América 2015, se realizaron mejoras al campo de juego.
En agosto de 2016 se anunció la posible venta del estadio.
En noviembre de 2018 se presentó un proyecto de ampliación del estadio, con la construcción de nuevas graderías en el sector este y oeste, con lo que la capacidad del estadio aumentaría a una capacidad de 7000 espectadores, distribuidos de la siguiente forma 1500 en preferencias, 1500 en norte, 1500 en sur y 2500 en plateas. Se espera que el proyecto de ampliación pueda concretarse en el primer semestre del 2019.